# Assomé
Assomé est un village du Togo, situé dans la région maritime, à environ 35 km au nord de Lomé, la capitale et à 10 km de Tsévié.

## Jumelage
- Plainfaing (France) depuis 2015[1]